# Arrondissement di Thuin
L'arrondissement di Thuin (in francese Arrondissement de Thuin, in olandese Arrondissement Thuin) è una suddivisione amministrativa belga, situata nella provincia dell'Hainaut e nella regione della Vallonia.

## Composizione
L'arrondissement di Thuin raggruppa 14 comuni:
- Anderlues
- Beaumont
- Binche
- Chimay
- Erquelinnes
- Estinnes
- Froidchapelle
- Ham-sur-Heure-Nalinnes
- Lobbes
- Merbes-le-Château
- Momignies
- Morlanwelz
- Sivry-Rance
- Thuin

## Società

### Evoluzione demografica
Abitanti censiti
- Fonte dati INS - fino al 1970: 31 dicembre; dal 1980: 1º gennaio